# Mark Fuhrman

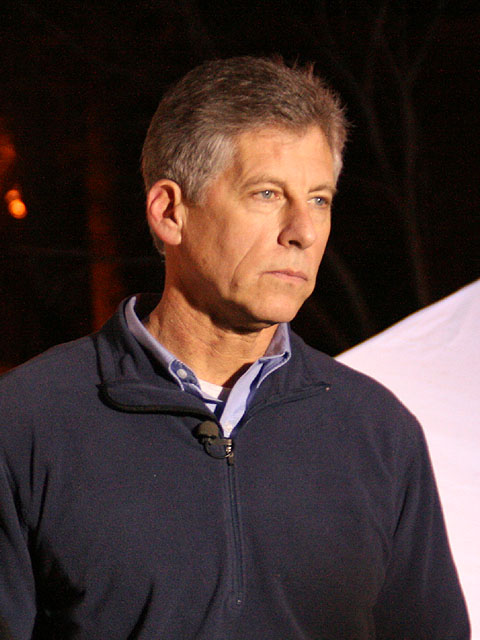
Mark Fuhrman (2008)

Mark Fuhrman (* 5. Februar 1952 in Eatonville, Washington) ist ein ehemaliger US-amerikanischer Kriminalpolizist, Buchautor und Medienkommentator. Weltweite Bekanntheit erreichte er im Strafprozess gegen O. J. Simpson im Jahr 1995, in dem er als ermittelnder Kriminalbeamter des Rassismus und der Beweisfälschung beschuldigt und später wegen Meineides verurteilt wurde. Simpsons Verteidiger führten Fuhrman als Beispiel für im Los Angeles Police Department vorhandenen Rassismus an.

## Leben
Fuhrman wurde in Eatonville im US-Bundesstaat Washington geboren und besuchte die Peninsula High School im nahegelegenen Gig Harbor, die er nicht abschloss. Er erlangte jedoch ein General Education Equivalency Diploma, welches dem High-School-Abschluss gleichsteht, und ließ sich im Jahr 1970 für die US Marines anwerben und wurde als Maschinengewehrschütze sowie Militärpolizist eingesetzt. Während seiner Zeit in der Armee nahm er am Vietnamkrieg teil, jedoch nach eigenen Angaben nicht im Land selbst, sondern auf einem Schiff vor dessen Küste. Nach seiner Zeit bei den Marines studierte er Geschichte, Polizeiwissenschaft und Kunst an einem Community College und arbeitete von da an bis zu seinem Ruhestand im Jahr 1995 als Polizist und später als Kriminalermittler für das Los Angeles Police Department.

## Zeuge im Prozess gegen O. J. Simpson
Im Strafprozess gegen O. J. Simpson war Fuhrman ein wichtiger Zeuge der Anklage, da er als unmittelbar eintreffender Ermittler einen schwarzen Handschuh am Tatort gefunden hatte, auf dem später DNA-Spuren von Simpsons Blut nachgewiesen wurde. Die Verteidiger Simpsons warfen Fuhrman vor, ihrem Mandanten die Mordtat aus rassistischen Motiven anhängen zu wollen. Die Zeugin Kathleen Bell äußerte im Laufe des Verfahrens, dass Fuhrman sich bei einer zufälligen Begegnung mit ihr abfällig über Menschen dunkler Hautfarbe geäußert habe. Unter anderem habe er angemerkt, wenn er einen schwarzen Mann mit weißer Frau in einem Auto sehe, würde er diese immer stoppen. Auch wenn es keinen Grund gäbe, fände er trotzdem einen.
Im Prozess gegen Simpson sagte Fuhrman unter Eid aus, er habe in den letzten 10 Jahren niemals eine schwarze Person mit dem abwertenden Ausdruck „Nigger“ bezeichnet. Die Verteidigung Simpsons legte daraufhin Tonbandaufzeichnungen der Hochschullehrerin Laura McKinny vor, die beweisen, dass Fuhrman sich mehrfach in abfälliger Weise über dunkelhäutige Personen geäußert und dabei auch das Wort „Nigger“ verwendet hatte sowie über Berichtsfälschungen beim Los Angeles Police Department sprach.
In einem anderen Interview sprach er über Gangmitglieder und sagte unter anderem: „Yeah, wir arbeiten mit Niggern und Gangs. Du kannst einen dieser Nigger nehmen, ihn auf die Straße zerren und die Scheiße aus ihm rausprügeln und sie treten. Du kannst sie zucken sehen. Das hilft dir, die Spannung abzubauen. […] Wir hatten sie soweit, dass sie bettelten, keine Gangmitglieder mehr sein zu wollen, und bettelten uns an. […] Du machst, was wir dir sagen, verstanden, Nigger?“ ("Yeah we work with niggers and gangs. You can take one of these niggers, drag 'em into the alley and beat the shit out of them and kick them. You can see them twitch. It really relieves your tension."..."we had them begging that they'd never be gang members again, begging us."..."You do what you're told, understand, nigger?")
Hauptverteidiger Johnnie Cochran nannte Fuhrman in seinem Schlussplädoyer einen „völkermörderischen Rassisten“ und „Amerikas schlimmsten Albtraum“. Außerdem findet sich auf den sog. Fuhrman Tapes eine Passage, in der sich Fuhrman über die Ehefrau des Vorsitzenden Richters Lance Ito lustig macht, die kurzzeitig seine Vorgesetzte gewesen war. Diese Tatsache warf die Frage auf, ob der Vorsitzende Richter wegen Befangenheit vom Fall zurücktreten müsse. Diese Forderung wurde jedoch von den Anklägern nicht weiterverfolgt. In einem darauffolgenden Prozess wurde Fuhrman wegen Meineids verurteilt.

## Werke als Autor (Auswahl)
- The Murder Business: How the Media Turns Crime Into Entertainment and Subverts Justice, Regnery Publishing, New York 2009, ISBN 978-1-59698-584-1
- Murder in Spokane: Catching a Serial Killer, Cliff Street Books, New York 2001, ISBN 0-06-019437-5
- Death and Justice: An Expose of Oklahoma's Death Row Machine, Morrow, New York 2003, ISBN 0-06-000917-9
- Silent Witness: The Untold Story of Terri Schiavo's Death, Morrow, New York 2005, ISBN 0-06-085337-9